# Amaia del Campo
Amaia del Campo Berasategi (Baracaldo, Vizcaya, 8 de marzo de 1966) es una procuradora y política española del Partido Nacionalista Vasco (PNV), actual alcaldesa de Baracaldo, siendo primera mujer en ocupar el cargo en la historia del municipio.

## Biografía
Se licenció en Derecho en la Universidad de Deusto. Posteriormente, ejerció como procuradora. Fue también directora-gerente del Centro de Desarrollo Empresarial de la Margen Izquierda (CEDEMI) de 2008 a 2010.

## Trayectoria política
Se afilió al Partido Nacionalista Vasco (EAJ-PNV) en 1987. En las elecciones municipales de 1995 entró en el Ayuntamiento como concejala de EAJ-PNV.
En el ámbito político, ha desempeñado el papel de líder de la oposición hasta su investidura como regidora de la ciudad el 13 de junio de 2015.
En el año 2019 en las elecciones generales de 2019 fue la candidata por Vizcaya al Congreso de los Diputados.
Encabezó la candidatura del PNV para las elecciones municipales celebradas el 24 de mayo de 2015, que dieron como ganador a la formación jeltzale, después de 32 años de sucesivos gobiernos locales socialistas. Así llega a ser la primera mujer alcaldesa y la segunda de su partido, tras Josu Sagastagoitia (1979-1983), en gobernar Baracaldo. Fue investida en el pleno municipal del sábado 13 de junio de 2015, sustituyendo así al alcalde socialista saliente, Alfonso García.
La margen izquierda cuenta actualmente con mayoría de mujeres nacionalistas al frente, con Amaia del Campo en Baracaldo, Ainhoa Basabe en Sestao y Karmele Tubilla en Santurce.